# 贝拉达
贝拉达，是西班牙卡斯蒂利亚-拉曼恰托莱多省的一个市镇。总面积145平方公里，总人口2427人（2001年），人口密度17人/平方公里。